# Малая Хмелевка
Малая Хмелевка — деревня в Нелидовском районе Тверской области. Входит в состав Высокинского сельского поселения.

## История
Указом ПВС РСФСР от 18 февраля 1988 года деревня Хмелевка Высокинского сельсовета Нелидовского района Калининской области переименована в деревню Малая Хмелевка.

## Население
| 2002 | 2010 |
| ---- | ---- |
| 7    | ↘0   |